# Квартет імені Бородіна
Квартет імені Бородіна — один з найвідоміших російських струнних квартетів, один із старіших колективів, що ведуть безперервну творчу діяльність.
Заснований 1944 року у класі камерного ансамблю Московської консерваторії, яким керував М. Теріаном. Уперше публічно виступив 10 жовтня 1946 року як Квартет Московської філармонії. 1955 року квартету присвоєне ім'я О. Бородіна, який вважається основоположником жанру струнного квартету у російській музиці.
Квартет тісно співпрацював із Д. Шостаковичем, хоча прем'єрне виконання квартетів Шостаковича звичайно здійснював Квартет імені Бетховена. Після смерті композитора Квартет імені Бородіна неодноразово виступав у Москві й у гастрольних поїздках із програмою «Всі квартети Шостаковича». Заслуговує на увагу також робота Квартету Бородіна над музикою інших російських композиторів XX століття — М. Мясковского, В. Шебаліна, А. Шнітке. Квартет Бородіна записав також всі квартети Л. Бетховен.
Учасники Квартету імені Бородіна охоче брали участь у записах і концертах із запрошеними додатковими музикантами, виконуючи ансамблі для різних складів, зокрема фортепіанних квінтетів. Найдовше партнерство зв'язувало Квартет імені Бородіна зі Святославом Ріхтером.
2002 року учасники нинішнього складу квартету (що діє з 1996) були визнані гідними Державної премії Російської Федерації.